# Edward Denny (1er comte de Norwich)
Edward Denny, 1er comte de Norwich (15 août 1569 – 24 octobre 1637), connu sous le nom de Lord Denny entre 1604 et 1627, est un courtisan anglais, député et pair.

## Biographie
Fils du fils aîné d'Anthony Denny, Henry Denny, il s'inscrit au St John's College de Cambridge en 1585. Sa mère Honora Grey, est la fille de William Grey, 13e baron Gray de Wilton et de Mary Somerset. Il est fait chevalier en 1587 et accueille le roi écossais Jacques Ier en Angleterre tout en occupant le poste de haut shérif du Hertfordshire en 1603. Il est député d'Essex en 1604, mais le 27 octobre 1604, il est élevé à la pairie en tant que baron Denny de Waltham.
Vers 1590-1600, Denny construit Abbey House sur le site de Waltham Abbey, dont les terres appartiennent à la famille depuis plusieurs générations. La plupart des anciens bâtiments de l'abbaye sont démolis, mais l'église reste comme église paroissiale. La nouvelle maison abbatiale se trouve directement au nord-est de l'église. L'ensemble du bâtiment est ensuite démoli en 1770.
Il est créé comte de Norwich le 17 octobre 1626.

## Famille
Edward Denny épouse Mary Cecil, fille de Thomas Cecil et de sa première épouse, Dorothy Neville. Ils ont une fille, Honora Denny, qui épouse James Hay, 1er comte de Carlisle.

## Sources
- (en) « Denny, Sir Anthony (1501–1549) », dans Oxford Dictionary of National Biography, Oxford University Press